# Bandera pomocniczych jednostek pływających
Bandera pomocniczych jednostek pływających – bandera, którą podnoszą pomocnicze jednostki pływające.

## Wybrane bandery pomocniczych jednostek pływających państw świata

Bandera pomocniczych jednostek pływających Polskiej Marynarki Wojennej (od 1993 r.)[1]
Bandera pomocniczych jednostek pływających Polskiej Marynarki Wojennej (od lat 50. XX w. do roku 1993.)
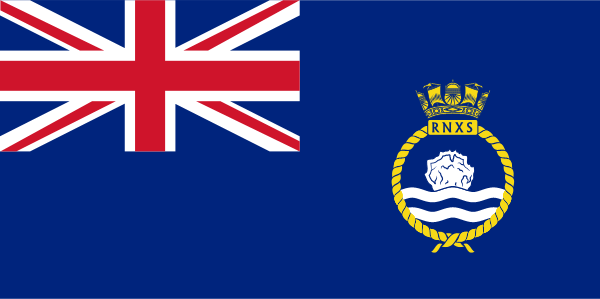
Bandera brytyjskich pomocniczych jednostek pływających (Royal Naval Auxiliary Service) z lat 1963-1994.
Bandera pomocniczych jednostek pływających Królewskiej Marynarki Wojennej (Royal Fleet Auxiliary). Obowiązuje od 1994 r.
Bandera jednostek pływających brytyjskiej Królewskiej Służby Pomocniczej (Royal Maritime Auxiliary Service) – służą w niej cywile. Obowiązuje od 1994 r.
Bandera pomocniczych jednostek pływających Rosyjskiej Marynarki Wojennej (1992-2000).
Bandera pomocniczych jednostek pływających Rosyjskiej Marynarki Wojennej (od 2000 r.).
Bandera pomocniczych jednostek pływających Marynarki Wojennej ZSRR (1924-1935).
Bandera pomocniczych jednostek pływających Marynarki Wojennej ZSRR (1924-1935). Bandera jednostek dowodzonych przez cywili.
Bandera pomocniczych jednostek pływających Marynarki Wojennej ZSRR (1935-1950).
Bandera pomocniczych jednostek pływających Marynarki Wojennej ZSRR (1950-1992).
Bandera pomocniczych jednostek pływających Marynarki Wojennej NRD (1966-1990).